# 久保克彦
久保 克彦（くぼ かつひこ、1918年9月5日 - 1944年7月18日）は、日本の画家。東京美術学校工芸科図案部（現・東京芸術大学デザイン科）を首席で卒業した後、太平洋戦争の中国戦線に出征し、戦死した戦没画学生。東京美術学校卒業生の戦没者はわかっているだけで167名おり、久保はそのうちの1人である。卒業後直ちに応召した後、ほどなく戦死しているので目立った作品が多いわけではないが、1971年 (昭和46年) に東京芸術大学芸術資料館に展示された「図案対象」は、戦没画学生の作品発掘のきっかけの1つになった
。

## 生涯

### 幼少期
久保克彦は、1918年（大正7年）に山口県熊毛郡佐賀村佐合島の醤油醸造業を営む家で女4人男2人の6人兄弟の末っ子として生まれた。一家は久保が2歳の時に姉たちを女学校へ入れるために徳山町に移り住んで久保書店を開業し、久保はそこで育った。
久保は、小学生の頃からモーターや風力で米をつく臼を作ったり、日記帳に飛行機を描いてその性能を事細かく記したりして遊ぶ、工作と飛行機が大好きな少年だった。旧制徳山中学校に上がってからも、二階の自室にはいつも飛行機の模型が床に置かれたり天井に吊るされたりしており、潜水艦の模型を徳山港で潜水航行させるのを姉や姪たちにみせて得意になっていたという。
久保の身近には画家たちがおり、絵に親しみやすい環境だった。父・久保周一は「白船」と俳号を名乗り、荻原井泉水が主催する自由律俳誌『層雲』の同人となって活動をした俳人だったが、もともと絵の道へ進もうとしたのを家業を継ぐために断念しており、句作のかたわらで絵もよく描いていた。母・清子の大叔父には日本画家の大庭学僊がおり、彼の女婿に同じく日本画家の高島北海がいる。北海は晩年にたびたび徳山を訪れ、小学校低学年だった久保ら親戚の子どもたちを集めて、幻燈を見せながらフランスをはじめ世界各国のことを語り聞かせたという。久保書店は徳山洋画協会の事務所にもなっていたので、東京美術学校出身の河上大二や、前田麦二といった画家たちが出入りしていた。久保の中学時代には、のちに東京美術学校でともに学ぶこととなる親友の原田新に誘われて河上大二にデッサンや油絵具の使い方などの手ほどきを受けた。

### 上京
久保は、1936年（昭和11年）に中学を卒業した後、東京美術学校油絵科への進学を志望した。だが周一が画家という不安定な職業に難色を示したため、折衷案としてまだ多少の将来的な収入が見込める工芸科図案部に進むことで折り合いをつけた。同年の秋には受験の準備をするため上京し、本郷に下宿しながら川端画学校洋画科へ通った。1937年（昭和12年）には受験に失敗してしまい、1年間の浪人生活を経て、翌1938年（昭和13年）に工芸科図案部に合格した。久保はそこで、まず予科で1年間ほかの工芸科の学生たちとともに基礎科目を学んだ後、本科1学年から4学年まで図案部の専門科目を学んだ。

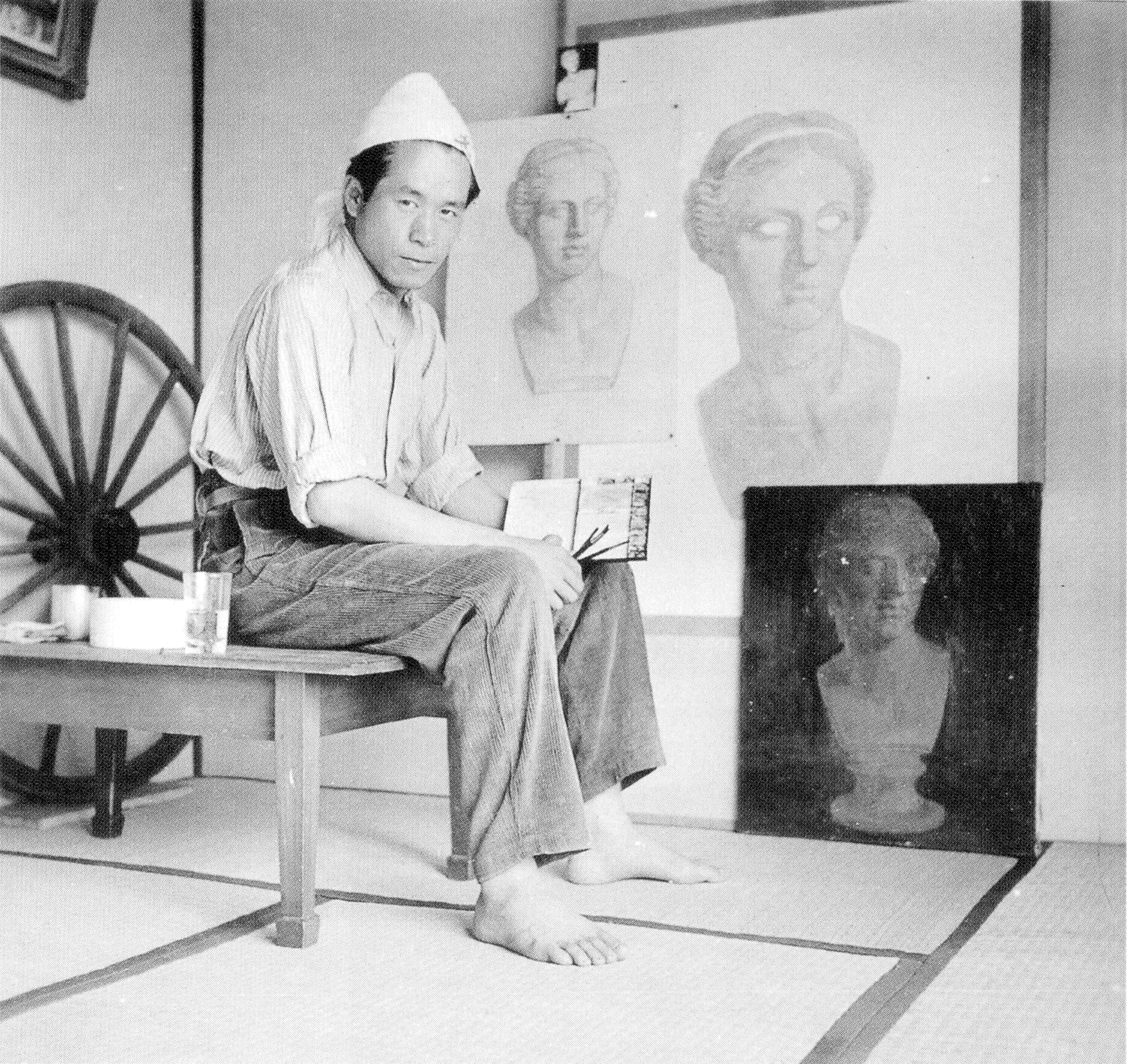
部屋の左手奥に車輪が確認できる。

すでに日中戦争がはじまっており、世間にも戦時色が広まりはじめていたが、当時の美校生たちの間にはまだ自由奔放な気風が残っており、学生たちは酒を飲み明け暮れたり悪戯をしたりして羽目を外していた。図案部の同級生である加藤元男によると、久保もそうした悪戯に混ざって、床屋と喫茶店の看板を置き換えるときにはニヤリと笑いながらゆったりとした物腰で看板を運んでいたという。また、1938年（昭和13年）にヒトラーユーゲントが親善来日し、美校を見学した際には、学生たちは急いでハーケンクロイツの旗を作ってそれを校舎に吊るし、同級生の一人がヒトラーの仮装をして窓から身を乗り出しながらナチス式敬礼で彼らを迎えるという一幕があった。これはさすがに問題になって、その同級生は放校になるまえに自ら退学したという。久保の悪戯にはもうひとつ逸話が残っている。麻布獣医学校に通っていた従弟・三吉茂之と夜更けまで飲み歩いた後、酔った勢いで路肩に止めてあった牛乳配達の大八車から車輪を片方外して、それをゴロゴロ転がしながら本郷の下宿へ持ち帰った。これは悪戯の域を超えてもはや窃盗であるが、久保はこの車輪を部屋に置いて、西荻窪に住む姉・美喜子のもとへ下宿を移るときにも持ち運んで大切にしていた。久保の姪・黒田和子は、その車輪は長い間、庭の片隅に置いてあったと証言している。

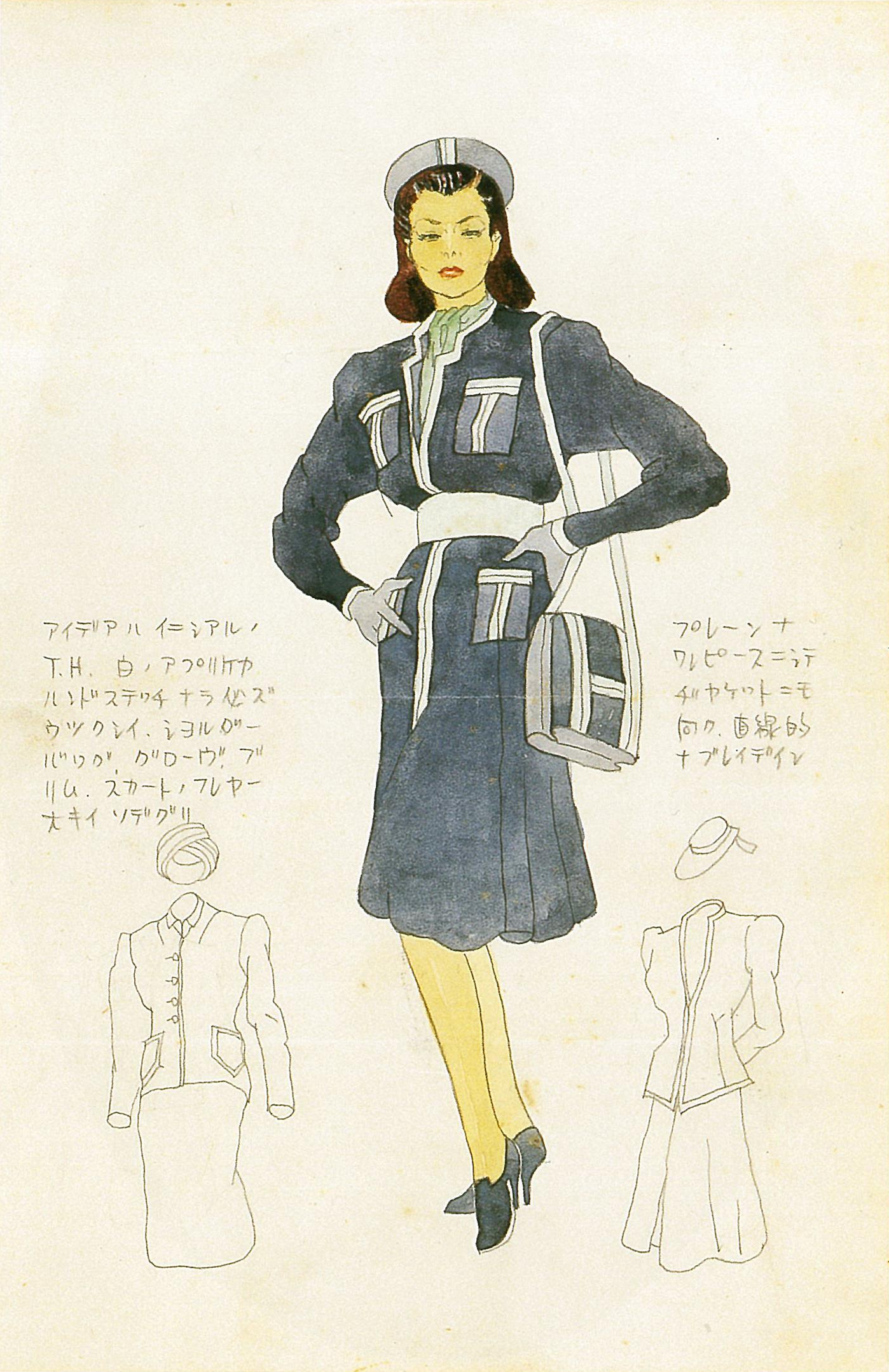
《スタイル画》無言館蔵。バッグとポケットのHとTは、原田千枝子のイニシャル。

久保は、中学時代から詩作にも熱心だった。上京してからも「九畝克」という筆名で詩を『婦人公論』に投稿したり、思いを寄せる女性に詩を送ったりしている。その一人が久保の2歳年上の従姉・秀子だったが、彼女の快活な性格が久保の気難しさとは折り合わず、次第に疎遠になっていった。姉に送った手紙には「彼女の素朴な明晰と、凡庸な感性には、参りました。彼女はちょっとした女傑でした。屈辱と憧憬が私の道徳でした。疼ましい良心と安らかな悔恨とが、私と悲しみとの合言葉なのでした。」と綴っている。もう一人は、同郷の親友である原田新の妹・千枝子だった。原田は久保より1年早く美校へ入っており、久保と同じ本郷に下宿してよく互いを訪ね、友情を深めていた。あるとき原田が久保に千枝子への土産に銀座でスカーフを買うよう頼んだことがあったといい、これを久保の甥・木村亨は久保の思いを察してのことだったのだろうと推察している。だが、久保が千枝子に思いを伝えることはなく、彼女が縁談で海軍中尉と結婚すると知ってからは泥酔して帰ってくる日が続いたという。久保と原田が互いに描き合ったポートレートと、久保が千枝子に春のワンピースのデザインを頼まれて描いたスタイル画4枚がいまも残っており、無言館所蔵となっている。
国家総動員法が1938年（昭和13年）に制定されて以降、物資の制限が強まっていき、学校教練の配属将校が学生への指導や学校運営に干渉するようになるなど、ますます戦時色は学校生活に及ぶようになっていた。野見山暁治の回想によると、あるとき配属将校が全生徒に丸坊主になるよう命令してきて、ほとんどの学生はそれに従わざるを得なかった。ところが、1人だけ最後まで従わない学生がいて将校に殴られたのを殴り返し、あげく馬乗りになってボコボコにし、それに気づいたもう1人の将校が抜刀する騒ぎになったという。『久保克彦遺作画集』の収録されている当時の写真を見ると、久保もある時点から丸坊主になっている。
1941年（昭和16年）12月7日には太平洋戦争が勃発し、久保は最終学年を前にした翌1942年（昭和17年）3月に、勅令によって卒業が半年繰り上げられて9月となり、さらには卒業と同時に軍隊へ入ることになると知らされた。そのため本来1年かけて行うはずの卒業制作を半年でこなさなければいけなくなった。同年4月以降には東京が空襲に見舞われるようになって灯火管制が敷かれるようになり、久保は夏の夜の蒸し暑さのなかでも窓を閉め切った薄暗い室内で制作にあたったという。《図案対象》と題した久保の卒業制作は、提出期限当日の朝になってようやく完成し、首席作品として学校の買い上げとなった。

### 入営
1942年（昭和17年）10月1日、久保は松江の陸軍西部第64部隊に入隊した。そこで7か月の基礎訓練を受けた後、1943年（昭和18年）5月に久留米第一陸軍予備士官学校へ入校。同年8月、ひと足先に美校を卒業し、大陸へ出征していた親友の原田新は、ニューギニアへ向かう途中、輸送船が米軍機の攻撃を受けて亡くなった。士官学校を卒業後、自身も大陸へ出征することになった久保は、発つ直前に原田家を訪ねて、新の部屋にこもってレコードをずっと聴いていたという。
1944年（昭和19年）6月に久保は、中国湖北省湖北省当陽県育渓河に駐屯する第39師団歩兵第232連隊第6中隊に見習士官として着任し、そこで初年兵や補充兵を訓練する教育隊長の任務にあたった。7月18日の夜明け前、第六中隊が守備する尚河砦文哨の前方を八路軍約100人ほどが移動しているとの情報を受けて、教育隊に非常呼集がかかった。教育隊と中隊本部からなる約20名の小隊が編成され、久保は小隊長として斥候出撃した。同隊にいた政森伍長の証言によると、明け方になって目的地へ到着しても敵影を確認できなかったため部隊が転進を始めると、直後に南の山稜から銃声が響いた。振り返ると最後尾にいた久保が倒れており、頭部を狙撃されて戦死した。

## 主な作品

### 課題制作

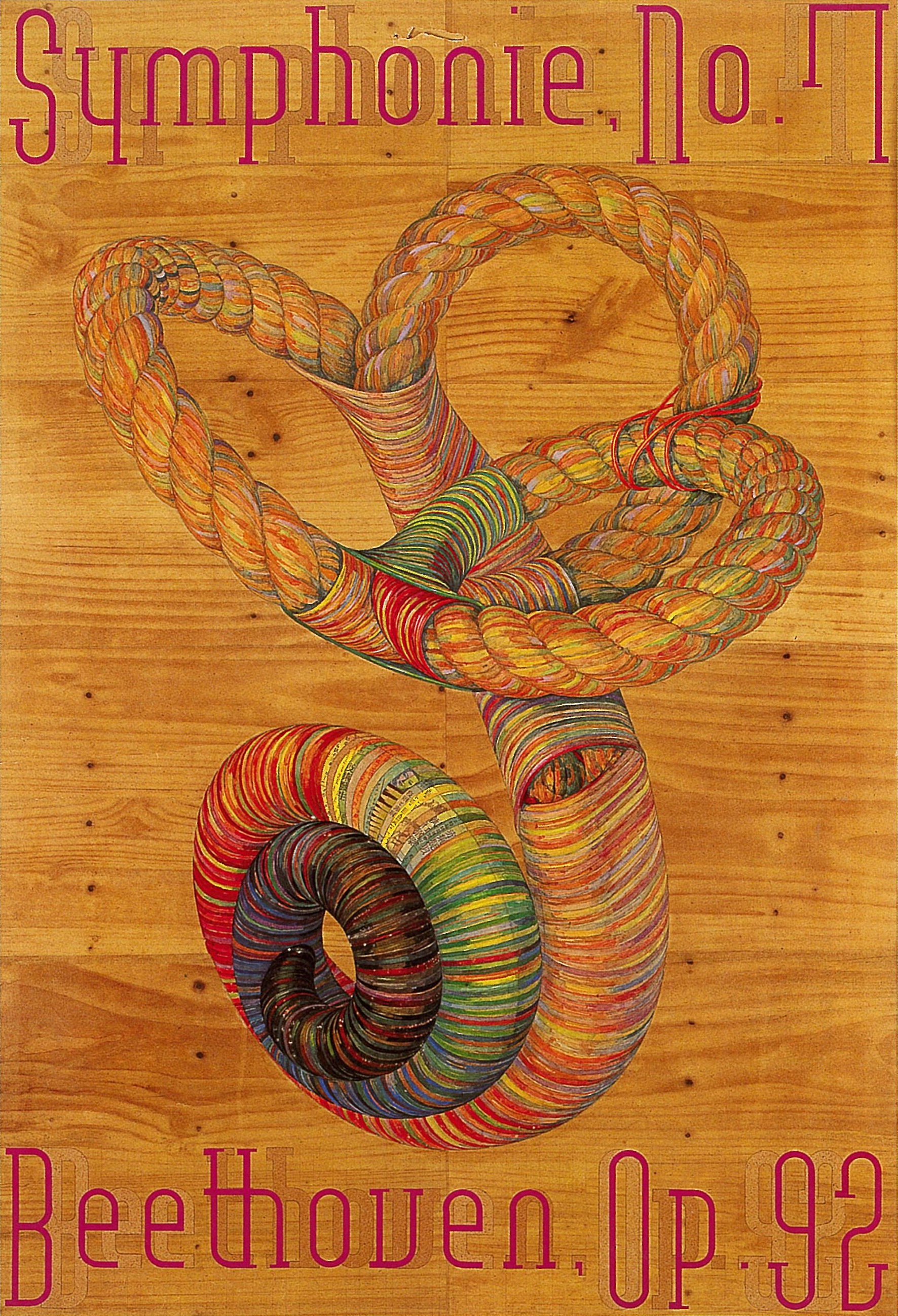
ポスター《ベートーヴェン第七交響曲》

図案部が1939年（昭和14年）に開催した成績展示会に久保は、《トンボ解体組織》という課題作を出品している。解体組織とは、「自然物や人工物の形を分解して、要素を幾何学的形式に再組織」する模様考案の基礎課題であった。久保の出品作はもう残っていないものの、同種の課題作が複数残っている。
同時期に久保はシュルレアリスムに興味を持ちはじめ、自動筆記で詩作をしたり、シュルレアリスム風のポスター《ベートーヴェン第七交響曲》を制作したりしている。
戦時色が強まるにしたがって、学校の授業で出される課題は次第に時世を反映したものになり、1940年（昭和15年）に久保は《銅鉄回収》《防諜》といった金属回収キャンペーンやスパイ活動防止をテーマにしたポスターを制作している。

### 《図案対象》
久保の作品は、遺族が所蔵している作品を除くと東京芸術大学大学美術館と無言館に収蔵されているが、最も知られているのは、5枚の絵からなる大作
「図案対象」(紙本着色、コラージュ、箔、霧吹き) で、多くの画集に掲載されている (ただし、5枚全部が掲載されることは少なく、「正午あるいは真夏」1枚だけであることが多い)。
この作品は1942年 (昭和17年) に卒業制作用として描かれた絵画で、優秀作として東京美術学校 (現在の東京芸術大学) が買い上げた。ただ、十分な時間がなかったため未完成なまま提出された作品である。また、画集では見えないが、経年のため紙は大きく破れており、絵の具も一部剥落している。
「図案対象」は一部の人には知られていたものの、一般的な意味では全く忘れられていたと言ってよい絵だったが、1971年 (昭和46年) になって久保と同期だった鈴木貫爾 (東京芸術大学教授・当時) が発掘して、東京芸術大学資料館で公開されたことで広く知られるようになった。
この後も、「卒業制作の流れ展」(東京芸術大学、1976年)、「〈戦争〉展」(読売新聞大阪本社主催、1978年)、「青春の墓標――戦没画学生の遺作展」(東京セントラル美術館、1978年) 、「東京藝術大学創立100周年記念展 (デザイン・建築)」(松屋銀座、1987年) などの展覧会で展示された。これらの展覧会では「正午あるいは真夏」1枚だけの展示だったが、2001年に故郷の徳山市美術博物館 (当時) で開催された「戦没画学生『祈りの絵』展」では全5作が1度に公開された。
「図案対象」は5枚の絵から構成されており、第1画面から第5画面までそれぞれ順に、「朝あるいは冬」、「午前9時あるいは春」、「正午あるいは真夏」、「午後3時あるいは秋」、「夕暮あるいは冬」のタイトルが付けられている。中央の第3画面を中心にして絵のサイズが対称に構成されているだけでなく、各画面ともに、対称性を主要モティーフとしている。
第5画面では、画面構成には黄金分割比が利用されていることが明瞭であり、第3画面でも同様に黄金分割比が利用されているとの論もある。第4画面には、立方体の4回回転対称軸、2回回転対称軸に垂直な鏡映面が描かれているほか、第2画面でも3次元の回転対称性や円錐曲線がモティーフとして描かれている。
特に「正午あるいは真夏」は、マックス・エルンスト、日本の画家で言えば、初期の福沢一郎や古賀春江が使ったフォト・モンタージュ技法によるシュルレアリスムの作品で、画面に現れるモティーフは、『科学朝日』、『航空朝日』、『カイエ・ダール』などの雑誌に掲載された写真をもとにモンタージュされたことがわかっている。
「図案対象」は、グラフィックデザインの先駆的作品として今日では高く評価されている。1971年の時の展示を見た版画家の駒井哲郎が、横尾忠則の仕事を三十年も前に先取りしていたとは、と漏らしたという逸話は、「図案対象」の紹介文ではよく触れられる。

図案対象
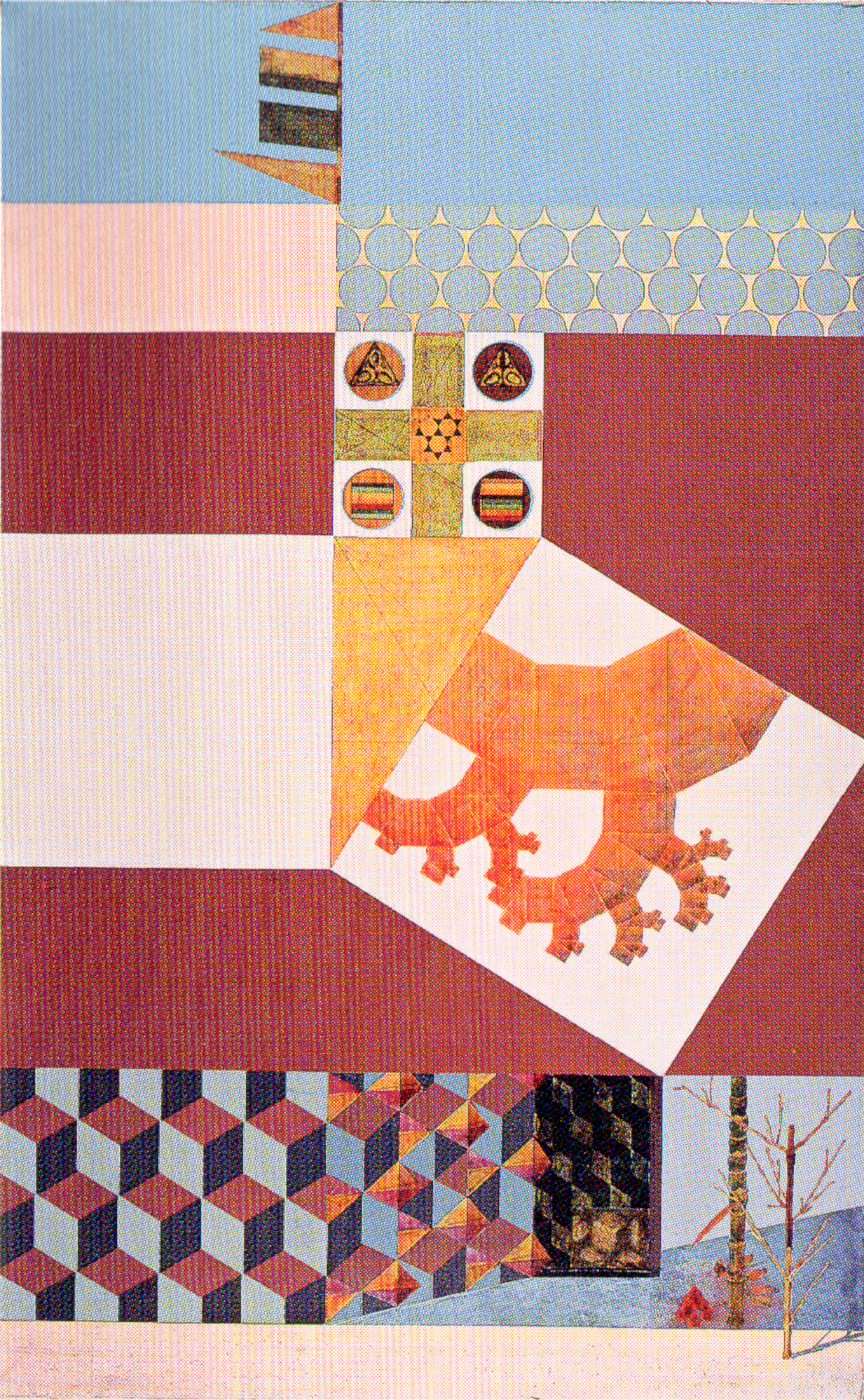
第5画面 《夕暮あるいは冬》
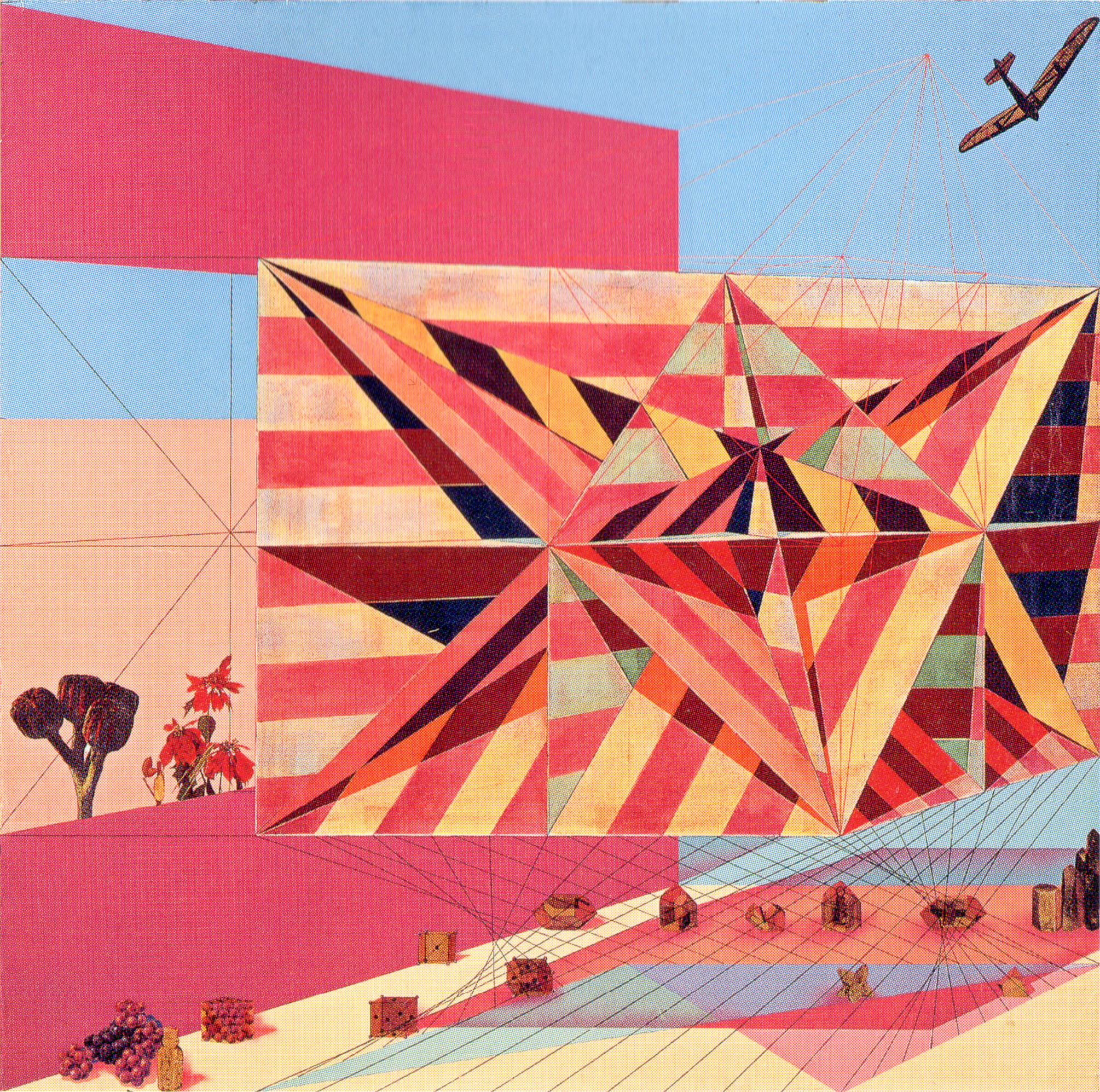
第4画面 《午後3時あるいは秋》
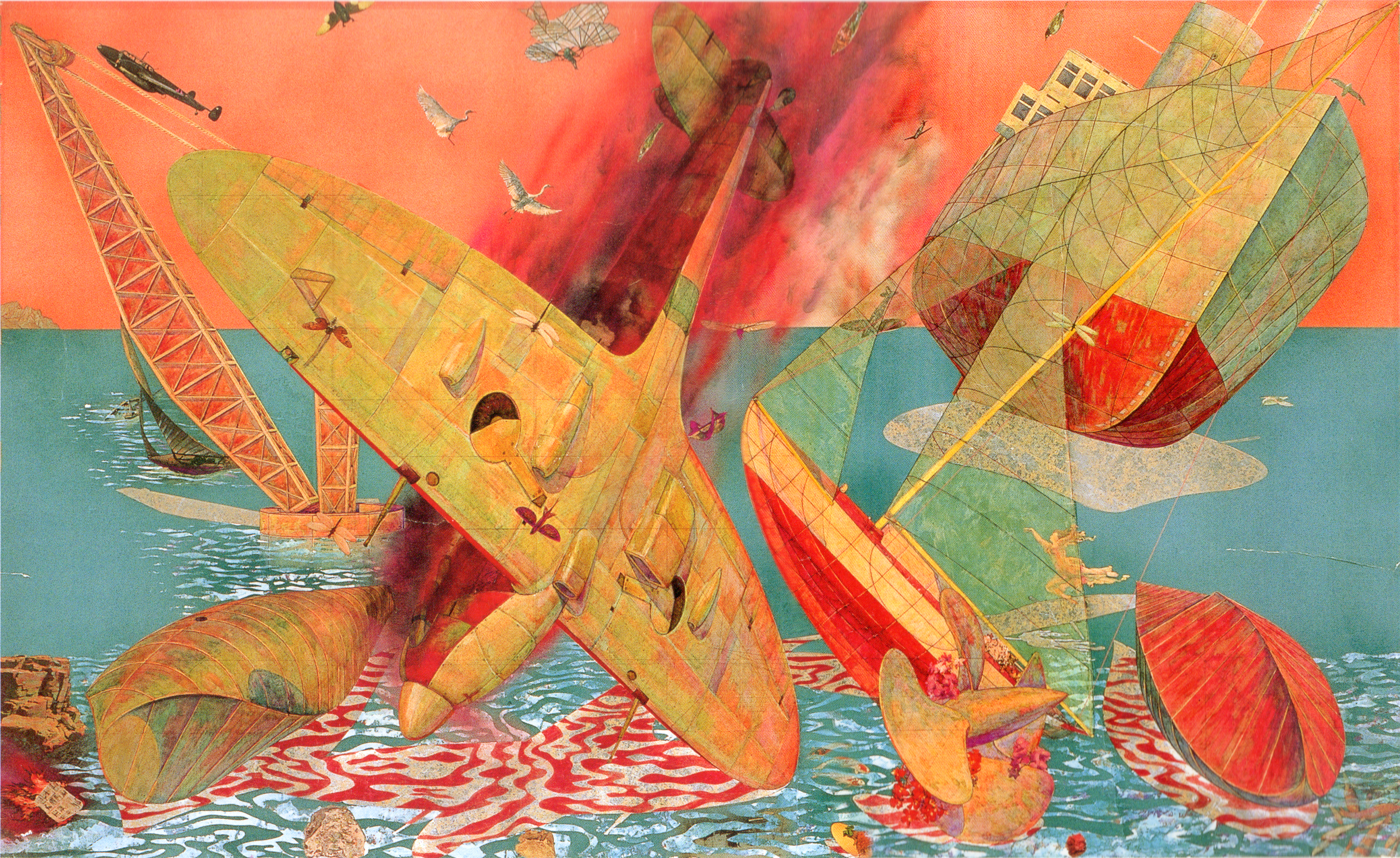
第3画面 《正午あるいは真夏》
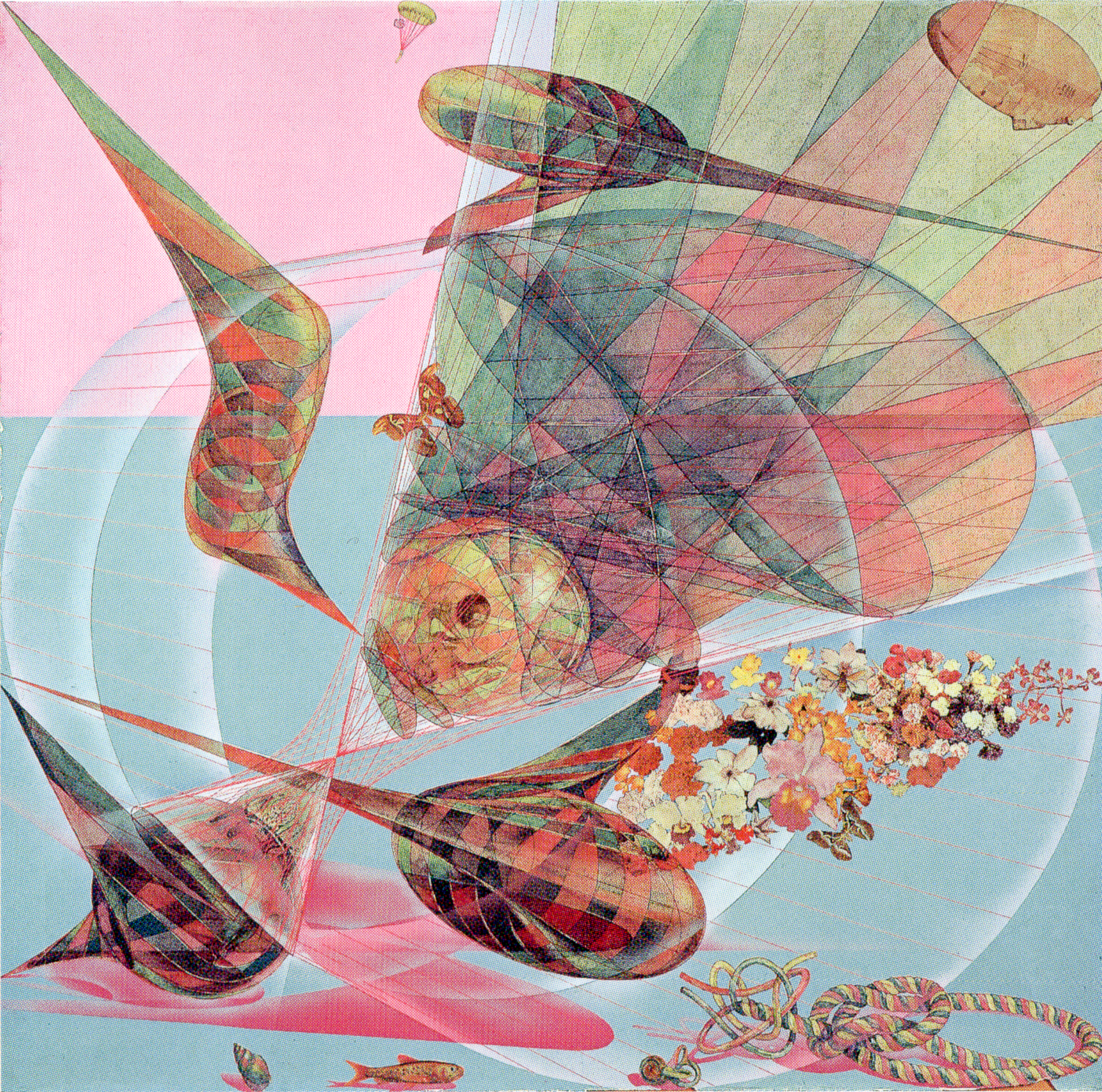
第2画面 《午前9時あるいは春》
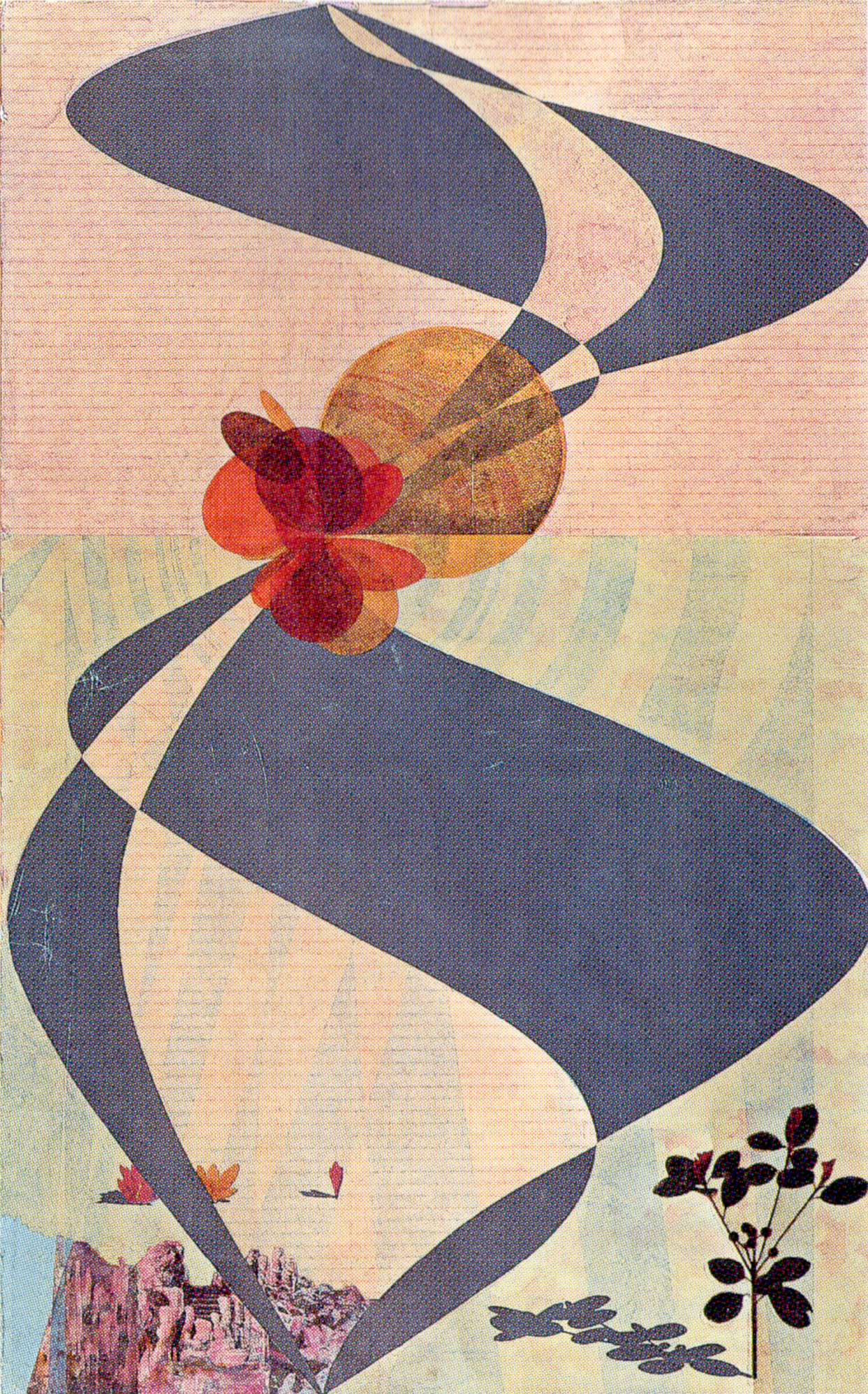
第1画面 《朝あるいは冬》